# Берёзовая Роща (Липецкая область)
Берёзовая Ро́ща — деревня в Становлянском районе Липецкой области, входит в состав Краснополянского сельсовета.

## История
В 1960 году указом Президиума Верховного Совета РСФСР деревне Запираловка присвоено наименование Берёзовая Роща.

## Население
| 2010 |
| ---- |
| 38   |

## Улицы
В деревне имеется одна улица — Тенистая.